# Hipersensibilidade
Hipersensibilidade imunológica se refere as respostas imunes causadoras de dano tecidual. Pode ocorrer por reação autoimune e alergia. .

## Epidemiologia
Rinite alérgica é a manifestação de hipersensibilidade mais comum atingindo de 17 a 22% da população, seguido de asma que atinge entre 3 a 38% das crianças e 2 a 12% dos adultos por ano e de dermatite atópica que atinge 1 a 20%. É mais comum entre multiétnicos (14%), e começa afetando mais meninos, porém depois da puberdade, passa a afetar mais mulheres que homens. A sensibilidade a alergias varia durante o ciclo menstrual e tender a diminuir com a idade. 

## Classificação de Coombs e Gell
As reações foram classificadas, em 1963, por P. H. G. Gell and Robin Coombs, em quatro tipos, numerados de um 1 a 4.
| Tipo     | Nomes alternativos                                                         | Doenças frequentemente mencionadas                                                               | Mediadores                   | Descrição |
| -------- | -------------------------------------------------------------------------- | ------------------------------------------------------------------------------------------------ | ---------------------------- | --- |
| tipo I   | Reação alérgica, imediata                                                  | - Atopia - Choque anafilático - Asma                                                             | - IgE                        | Resposta rápida de imunoglobulinas E (IgE) para libertação de mediadores químicos, como histamina por mastocitos, gerando uma reação imediata ou tardia, e, consequentemente, várias respostas, como por exemplo inflamatória, lesão tecidual, aumento da permeabilidade vascular, vasodilatação, bronconstrição, entre outras. |
| tipo II  | Citotóxica, dependente de anticorpo                                        | - Anemia hemolítica autoimune - Trombocitopenia - Eritroblastose fetal - Síndrome de Goodpasture | - IgM ou IgG - (Complemento) | Imunoglobulina M ou G se ligam a antígenos na superfície de células e ativam o sistema complemento para romper a membrana celular. |
| tipo III | Doença do complexo imune                                                   | - Doença do soro - Reação de Arthus - Lupus eritematoso sistêmico (LES)                          | - IgG - (Complemento)        | Anticorpos e antígenos se unem formando grandes complexos imunes (Ac-Ag) nas vênulas que ativam o sistema complemento. |
| tipo IV  | Hipersensibilidade tardia/retardada, mediada por células imunes de memória | - Dermatite de contato - Teste de Mantoux - Rejeição crônica de transplante - Esclerose múltipla | - Células T                  | Ao entrar em contato pela primeira vez, uma célula apresentadora de antígeno ativa um linfócito T auxiliar tipo I (Th1) para que gere memória. No segundo contato, o linfócito T auxiliar ativa macrófagos para gerar resposta a                                                                                                |
| tipo V   | Doença autoimune                                                           | - Doença de Graves - Miastenia grave - Tireoidite de Hashimoto - Lupus eritematoso sistêmico     | - IgM ou IgG - (Complemento) | Nova classificação, similar ao tipo II, porém ao vez de se ligar a um componentes da superfície celular, os anticorpos reconhecem e ligam-se aos receptores da superfície celular, ativando-os ou inativando-os, e prejudicando ou exacerbando uma resposta celular.                                                            |